# سفر یتزیرا
سفر یصیرا (عبری: ספר יצירה به معنای کتاب فرمگیری یا پیدایش) یکی از قدیمیترین کتابهای عرفانی یهودی است. با اینکه بعضی اعتقاد دارند این کتاب بیشتر از عرفان با ادبیات و ریاضیات مرتبط است. ریشه این کتاب معلوم نیست ولیکن پیروان کابالا اعتقاد دارند که ابراهیم نبی آن را نوشته‌است.

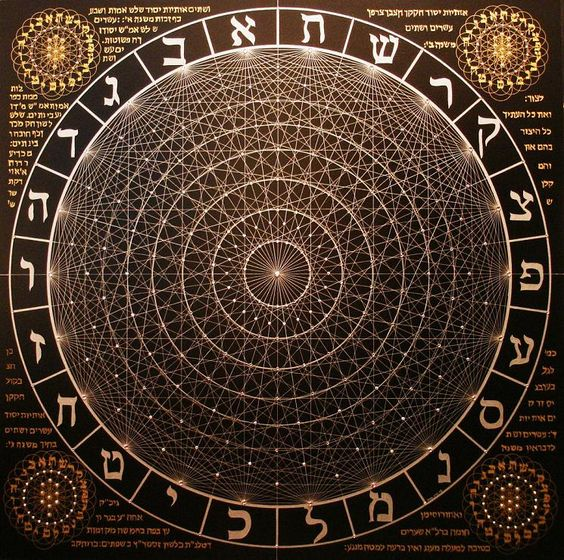
سفر یتزیرا و تقسیم بندی حروف به صورت دایره ای.

## ریشه
در تلمود بابلی داستان عجیبی در مورد این که شاگردان یهودا هناسی، رب حنینا و رب هوشایا در زمان شبات با استفاده از سفر یصیرا برای خود یک گاو درست کرده و می‌خوردند وجود دارد. پیروان کابالا اعتقاد دارند که ابراهیم نیز از این روش برای ایجاد گاو استفاده کرده‌است. تمامی داستانهای ماورا طبیعه مربوط به حاخام‌ها از این کتاب کمک گرفته‌است.

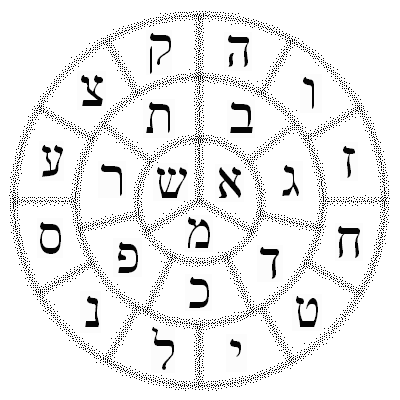
حروف عبری بر اساس تقسیمبندی سفر یصیرا.

## محتوا
سفر یصیرا بیان می‌کند که دنیا چگونه توسط خدای اسراییل به وسیله ۳۲ راه حکمت ایجاد شد.
- ده عدد (سفیروت که بعداً در کابالا گسترش یافت)
- ۲۲ حرف عبری
  - سه حرف مادر (الف، میم، شین)
  - هفت دوتایی (بت، جیمل، دالت، کاف، په، رش، تاو)
  - دوازده ساده یا عنصری (هه، واو، زین، هت، تت، یود، لامد، نون، سامخ، عین، طزد، قف)

این اعداد مربوط به سه حرف استفاده شده در نام خدا (ی، ه، و) و هفت روز هفته و ۱۲ قبیله اسراییل و ۱۲ ماه سال عبری و ایده‌هایی نظیر ۴ عنصر اصلی (آتش، باد، خاک و آب)، هفت سیاره، ۱۰ جهت و ۱۲ برج ستاره‌شناسی گرفته شده‌است. کتاب بیان می‌کند که چگونه خدا با ترکیب ۱۰ سفیروت و ۲۲ حرف عبری دنیا را ایجاد کرد.

## سیستم آوایی
۲۲ حرف عبری بر اساس تلفظ آوایی نیز تقسیم‌بندی می‌شوند. سفر یصیرا می‌گوید که هیچ صدایی بدون زبان تولید نمی‌شود و ارگان اصلی تولید حروف زبان است. شکلگیری حروف عبری به صورت زیر هستند:
- به وسیله نوک زبان و حلق
- بین لبها و نوک زبان
- در میان زبان
- با نوک زبان
- با زبان که صاف شده باشد و با دندانها

حروف بر اساس شدت صدا نیز به صورت زیر تقسیم‌بندی می‌شوند:
- لالها، که با صدایی همراه نیستند مانند میم.
- زیرزبانی، مانند شین، که شین هیس نامیده می‌شود.
- نفسی، مانند الف، که دارای موقعیتی بین لالها و صدادارها هستند.

علاوه بر سه حرف که مادران نامیده می‌شوند حروف دوگانه هفتگانه نیز اینگونه تقسیم‌بندی می‌شوند.

## معنا
هم دنیای ماکرو (جهان) و هم دنیای میکرو (انسان) توسط ترکیب این حروف ساخته شده‌اند. ترکیب این حروف نام مقدس خداوند را ایجاد می‌کند که موسی آن را می‌دانست. بر اساس سفر یصیرا اولین اثر روح خدا رواخ (هوا، روح) بود که آب را ایجاد کرد که باعث ایجاد آتش شد؛ ولیکن این سه ماده (هوا، آب و آتش) فقط به صورت بالقوه بودند و ماده آنان به کمک سه حرف مادر (الف، میم و شین) ایجاد شده‌است. دنیا از سه قسمت تشکیل شده‌است، دنیا، سال (یا زمان)، و انسان. این سه قسمت همانگونه که سه ماده اصلی ترکیب می‌شوند ترکیب شده و دنیا را ایجاد می‌کنند. آب زمین را ایجاد کرد، آسمانها از آتش ایجاد شد و رواخ هوای بین آسمانها و زمین را ایجاد کرد. سه فصل سال، زمستان، تابستان و فصلهای بارانی به آب، آتش و رواخ مرتبطند. این سه قسمت بدن یک انسان را با سر (آتش)، تن (رواخ) و بقیه قسمتهای بدن (آب) تشکیل می‌دهند. هفت حرف دوگانه هفت سیاره اصلی، هفت روز هفته، هفت روزنه بدن انسان (دوچشم، دو گوش، دو سوراخ بینی و یک دهان) را تشکیل داده‌اند. همانگونه که هفت حرف دوگانه می‌توانند محکم یا آرام تلفظ شوند هفت سیاره نیز در حرکتند و به زمین نزدیک شده یا از آن دور می‌شوند. هفت روزنه انسان او را با دنیای بیرون متصل می‌کنند همانگونه که هفت سیاره آسمانها را به زمین متصل می‌کنند. از این رو این اعضا تحت تأثیر سیاره‌ها هستند، چشم راست تحت سلطه کیوان، چشم چپ تحت سلطه مشتری، … هستند.
۱۲ حرف ساده ۱۲ برج فلکی را ایجاد کرده‌اند که رابطه آنها با زمین همیشه ثابت و پایدار است و ۱۲ ماه به آنها تعلق دارد. این ۱۲ حرف با ۱۲ عضو بدن دستها، پاها، کلیه‌ها، کیسه صفرا، روده، معده، جگر، پانکراس و طحال مرتبطند. ماده از سه عنصر اصلی تشکیل شده‌است که با یکدیگر ترکیب نمی‌شوند بلکه بر یکدیگر تأثیر می‌گذارند. قدرت از هفت و ۱۲ اعضای آسمان، هفت سیاره و ۱۲ برج فلکی ساطع می‌شود. اژدها بر دنیا حاکم است، دایره‌ها بر زمان و قلب بر بدن انسان حاکم هستند.

درخت زندگی به همراه حروف عبری راه‌ها.

## متضادها
علاوه بر دکترین حروف سفر یصیرا مانند دیدگاه‌های نوسیس در مورد جفتهای متضاد صحبت می‌کند. از این رو در این دیدگاه در دنیا جفتهای متضاد وجود دارند که با هم در جنگند و تعادل با خدا به دست میآید. از این رو در سه حرف مادر آب و آتش با هم در جنگند که هوا آنها را متعادل می‌کند. هفت جفت متضاد در زندگی انسان وجود دارند:
- زندگی و مرگ
- صلح و جنگ
- حکمت و حماقت
- ثروت و فقر
- زیبایی و زشتی
- باروری و عقیم بودن
- ارباب بودن و خدمتکار بودن